# Keturiasdešimt Totorių
Keturiasdešimt Totorių  (lengyelül: Sorok Tatary) falu Litvánia déli részén a vilniusi járásban. Lakói muszlim tatárok, akik 1915-ben fából építették a jelenleg is álló mecsetet, ám az első iszlám imaház 1588-ban került felavatásra a községben. A falunak négy tatár temetője van annak ellenére, hogy ma már csupán csak 130 tatár él a faluban.
Hasonló famecsetek működnek Litvánia más településein is, így Nemėžisben, és Raižiaiban, valamint a lengyelországi Bohonikiben, Kruszynianyban és a fehéroroszországi Iviében.
A községben a mecseten kívül a lakóházak is kigőzölt fából készültek. A Vilniusi Egyetem 1994-es kutatásai szerint ez az egyik legtradicionálisabb település az országban, ahol az új építkezések során is még mindig ragaszkodnak a hagyományos építőanyagokhoz. 2003-ban azonban azt mutatták ki, hogy a hagyományos épületek állaga erősen leromlott.